# Концерт для виолончели с оркестром (Дворжак)
Концерт для виолончели с оркестром си минор, op. 104 — произведение Антонина Дворжака, написанное им в 1894—1895 годах. Примерная продолжительность звучания — 40 минут.

## История создания
В 1865 году Дворжак уже начинал работу над своим первым виолончельным концертом, однако оставил её на стадии готовой сольной партии и клавирной редакции аккомпанемента (различные попытки оркестровки были предприняты уже в XX веке, через много лет после смерти композитора). В дальнейшем на протяжении долгих лет он отказывался от предложений написать концерт для виолончели, исходивших в том числе от его близкого друга виолончелиста Гануша Вигана; считается, что Дворжак не видел в виолончели удачного сольного инструмента. Утверждается, что композитор изменил своё мнение после того, как в 1893 году услышал премьеру виолончельного концерта Виктора Герберта, с которым Дворжака связывала совместная работа в Национальной консерватории Америки. Дворжак приступил к работе 8 ноября 1894 года и 9 февраля следующего года завершил её.
Готовую партитуру композитор отправил Вигану, который предложил Дворжаку целый ряд поправок. Некоторые из них автор принял, однако главное требование Вигана — добавление двух сольных каденций — твёрдо отверг. Тем не менее, Виган репетировал концерт; в августе 1895 года он приватным образом исполнил его вместе с Дворжаком, находившимся в это время в Чехии, и должен был, согласно воле композитора, играть на публичной премьере концерта. Однако в итоге первое официальное исполнение концерта прошло 19 марта 1896 года в лондонском Куинс-холле без участия Вигана: солировал Лео Стерн, Лондонским филармоническим оркестром дирижировал автор. Почему так случилось, достоверно неизвестно; среди предлагавшихся версий есть и экзотические (так, виолончелист Стивен Иссерлис, частый исполнитель концерта, утверждает, что Лео Стерн получил право выступления с премьерой, подарив Дворжаку, страстному любителю голубей, двух птиц редкой породы). Впрочем, Л. С. Гинзбург на основе переписки Дворжака разъясняет, что Виган просто не мог оказаться в Лондоне в заранее назначенную дату концерта из-за своего плотного гастрольного графика.

## Структура сочинения
1. Allegro… quasi improvisando
2. Adagio ma non troppo
3. Finale, Allegro moderato

## Рецепция и исполнение
Американскую премьеру концерта исполнил в 1896 году Алвин Шрёдер. Гануш Виган также неоднократно исполнял его, в том числе в 1899 году в Гааге, Амстердаме и Будапеште (в последнем случае дирижировал автор). В России, возможно, первое полное исполнение концерта (до этого несколько раз исполнялась отдельно вторая часть) состоялось 25 ноября 1906 года в ходе гастролей Пабло Казальса в Москве (дирижировал Эмиль Млынарский). В 1911 г. Иосиф Пресс и Раймунд Беке исполняли концерт Дворжака на конкурсе виолончелистов в честь 50-летия Московского отделения Русского музыкального общества. Среди советских виолончелистов, неоднократно исполнявших этот концерт, были Мстислав Ростропович, Яков Слободкин, Даниил Шафран.
Четырёхручное фортепианное переложение концерта осуществил Пауль Кленгель.

## Избранные записи
- Пау Казальс, Чешский филармонический оркестр, дирижёр Джордж Селл (1937)
- Зара Нелсова, Лондонский симфонический оркестр, дирижёр Йозеф Крипс (1951)
- Пьер Фурнье, Берлинский филармонический оркестр, дирижёр Джордж Селл (1962)
- Леонард Роуз, Филадельфийский оркестр, дирижёр Юджин Орманди (1964)
- Мстислав Ростропович, Берлинский филармонический оркестр, дирижёр Герберт фон Караян (1968)
- Жаклин дю Пре, Чикагский симфонический оркестр, дирижёр Даниэль Баренбойм (1971)
- Миша Майский, Берлинский филармонический оркестр, дирижёр Зубин Мета (2004)